# 무진시
무진시(霧津市)는 대한민국의 소설에 등장하는 가상의 도시다. 김승옥의 《무진기행》, 공지영의 《도가니》에서 주배경으로 등장하였다.

## 무진기행
무진기행에서의 무진은 작가의 고향인 전라남도 순천시에서 따왔다. 실제 기상학적으로 순천은 안개가 많이 끼는 도시는 아니다. 소설에서 무진은 명물도 없고 수심이 얕아서 항구가 될 조건도 갖추지 못한 척박한 농촌으로 그려진다.

## 도가니
도가니에서의 무진은 실제사건이 벌어졌던 광주광역시에서 따왔다. 광주광역시의 옛 명칭 중에 하나가 무진(茂珍 혹은 武珍)이다.
동시에, 공지영은 김승옥의 무진기행에서 나온 무진을 오마주한 것이라고 밝혔다. 소설 안에서도 무진시가 민주화의 메카였다며 광주임을 암시하기도 했다. 무진기행의 무진은 현실과는 다른 몽환적인 공간으로 그려진 것에 비해서 도가니의 무진은 더욱 잔혹한 현실을 목격한 공간으로 표현된다.
소설을 원작으로 한 동명의 영화에서 등장하는 무진은 자욱한 안개로 덮여있는 포구 도시로 그려졌다. 다만, 실제 촬영은 여수와 진주 그리고 서울 등지에서 이뤄졌다.

## 영화 및 드라마

### 영화
- 도가니

### 드라마
- 신의 선물 - 14일
- 블랙
- 연애시대
- 키스먼저할까요
- SKY캐슬
- 365 운명을 거스르는 1년
- 마우스
- 힙하게
- 오징어게임